# モーガン郡 (テネシー州)
モーガン郡（英: Morgan County）は、アメリカ合衆国テネシー州の中央部北東に位置する郡である。2010年国勢調査での人口は21,987人であり、2000年の19,757人から11.3%増加した。郡庁所在地はワートバーグ市（人口918人）であり、同郡で人口最大の町はオリバースプリングス町（人口3,231人）である。

## 歴史
モーガン郡は1817年にアンダーソン郡とローン郡の一部を合わせて設立された。郡名はアメリカ独立戦争の士官で、カウペンスの戦いでイギリス軍を破った部隊を指揮し、後にバージニア州選出アメリカ合衆国下院議員を務めたダニエル・モーガンに因んで名付けられた。
警察署は1990年代に廃止された。

### 竜巻
2002年11月10日、竜巻が50軒の家屋を壊した。郡内のモッシーグローブの町で少なくとも7人が死亡した。

## 地理
アメリカ合衆国国勢調査局に拠れば、郡域全面積は522平方マイル (1,350 km2)であり、このうち陸地522平方マイル (1,350 km2)、水域は0.4平方マイル (1.0 km2)で水域率は0.07%である。郡の地形は岩がちな山であり、冷たい水流で知られている。クラブオーチャード山地が郡領域の多くを占め、フローズンヘッド州立公園やローン山州立公園など野生生物管理地域に指定された場所がある。

### 隣接する郡
- スコット郡 - 北東
- アンダーソン郡 - 東
- ローン郡 - 南
- カンバーランド郡 - 南西
- フェントレス郡 - 北西

### 国立保護地域
- ビッグサウスフォーク国立河川レクリエーション地域(部分）
- オーベッド・ワイルド・アンド・シーニック河川（部分）

## 人口動態

人口ピラミッド

以下は2000年の国勢調査による人口統計データである。
| 基礎データ - 人口: 19,757人 - 世帯数: 6,990 世帯 - 家族数: 5,235 家族 - 人口密度: 15人/km2（38人/mi2） - 住居数: 7,714軒 - 住居密度: 6軒/km2（15軒/mi2） 人種別人口構成 - 白人: 96.72% - アフリカン・アメリカン: 2.23% - ネイティブ・アメリカン: 0.20% - アジア人: 0.12% - 太平洋諸島系: 0.01% - その他の人種: 0.14% - 混血: 0.59% - ヒスパニック・ラテン系: 0.61% | 年齢別人口構成 - 18歳未満: 23.2% - 18-24歳: 8.8% - 25-44歳: 31.9% - 45-64歳: 24.5% - 65歳以上: 11.5% - 年齢の中央値: 36歳 - 性比（女性100人あたり男性の人口） - 総人口: 114.3 - 18歳以上: 116.4 世帯と家族（対世帯数） - 18歳未満の子供がいる: 33.5% - 結婚・同居している夫婦: 60.7% - 未婚・離婚・死別女性が世帯主: 10.3% - 非家族世帯: 25.1% - 単身世帯: 22.1% - 65歳以上の老人1人暮らし: 9.3% - 平均構成人数 - 世帯: 2.58人 - 家族: 3.01人 | 収入と家計 - 収入の中央値 - 世帯: 27,712米ドル - 家族: 31,901米ドル - 性別 - 男性: 25,683米ドル - 女性: 18,606米ドル - 人口1人あたり収入: 12,925米ドル - 貧困線以下 - 対人口: 16.0% - 対家族数: 13.5% - 18歳未満: 18.5% - 65歳以上: 15.8% |

## 都市と町
- オークデール
- オリバースプリングス
- サンブライト
- ワートバーグ - 郡庁所在地

### 未編入の町
| - コールフィールド - ディアロッジ - エルジン | - ジョイナー - ランシング | - ペトロス - ラグビー |